# スーパー・セッション
『スーパー・セッション』（Super Session）は、マイク・ブルームフィールド、アル・クーパー、スティーヴン・スティルス（本作ではスティーヴ・スティルス名義）が1968年に連名で発表したスタジオ・アルバム。ただし、実際に3人が共演したわけではなく、LPの片面にクーパーとブルームフィールドの共演、もう片面にクーパーとスティルスの共演が収録された。

## 背景
アル・クーパーとマイク・ブルームフィールドは、1968年に行われたモビー・グレープのジャム・セッションでキーボードを弾き、この時の演奏はモビー・グレープ名義のアルバム『Grape Jam』に収録された。クーパーは、その経験を元にして本作の着想を得たといわれている。クーパーから連絡を受けたブルームフィールドは、カリフォルニア州でのレコーディングを望んだため、ロサンゼルスでセッションが行われることになった。
本作のためのセッションには、以前ブルームフィールドと共にエレクトリック・フラッグで活動していたハーヴェイ・ブルックスと、セッション・ドラマーのエディ・ホーが参加。また、やはりエレクトリック・フラッグで活動していたバリー・ゴールドバーグがセッションを見学し、演奏にも参加している。そして、ブルームフィールドの参加したセッションでは、本作のサイド1に収録された5曲に加えて、当時はアウトテイクとなった「ブルース・フォー・ナッシング」も録音された。しかし、当時不眠症に悩まされていたブルームフィールドは、翌日には置き手紙を残して姿をくらました。
急遽クーパーは代役のギタリストを探し、ジェリー・ガルシアやランディ・カリフォルニアといったカリフォルニア州在住のギタリストに電話をかけて、唯一スティーヴン・スティルスから返事を得られた。そして、その日の午後7時から翌日の朝3時まで、スティルスを迎えたセッションが行われる。
セッション終了後、クーパーは音の強弱に不都合を感じたため、ホーン・セクションをオーバー・ダビングした。レコーディング・エンジニアはフレッド・カテロとロイ・ハリー。
本作リリース後、クーパーとブルームフィールドは度々ライヴで共演した。1968年9月のライヴ音源は1969年発売のライヴ・アルバム『フィルモアの奇蹟』に収録され、同年12月13日のフィルモア・イースト公演におけるライヴ録音は、2003年にアルバム『フィルモア・イーストの奇蹟』として発表された。

## 反響・評価
アメリカのBillboard 200では12位を記録し、1970年12月にはRIAAによってゴールドディスクに認定された。
Lindsay Planerはオールミュージックにおいて5点満点中4.5点を付け「ビートルズが前年に発表した『サージェント・ペパーズ・ロンリー・ハーツ・クラブ・バンド』と同様、『スーパー・セッション』は、ロックン・ロールの同時発生的な変化が、幾つかの新しい段階に来ていることを早くから示した」「本当の意味でのスーパー・セッション」と評している。

## CDボーナス・トラック
1995年に発売されたリマスターCDには、「ブルース・フォー・ナッシング」がボーナス・トラックとして追加収録された。また、2003年のリマスターCDには「アルバートのシャッフル」と「魔女の季節」からホーン・セクションを取り除いたリミックス・ヴァージョン、「ファット・グレイ・クラウド」の未発表ライヴ音源も追加され、計4曲のボーナス・トラックが収録された。

## 収録曲
Side 1
1. アルバートのシャッフル - Albert's Shuffle (Al Kooper, Mike Bloomfield) - 6:53
2. ストップ - Stop (Jerry Ragovoy, Mort Shuman) - 4:18
3. マンズ・テンプテーション - Man's Temptation (Curtis Mayfield) - 3:24
4. 神の様式化された神聖なる威厳 - His Holy Modal Majesty (A. Kooper, M. Bloomfield) - 9:12
5. リアリー - Really (A. Kooper, M. Bloomfield) - 5:26

Side 2
1. 悲しみは果しなく - It Takes a Lot to Laugh, It Takes a Train to Cry (Bob Dylan) - 3:29
2. 魔女の季節 - Season of the Witch (Donovan Leitch) - 11:07
3. ユー・ドント・ラヴ・ミー（夜明けに恋はない） - You Don't Love Me (Willie Cobbs) - 4:09
4. ハーヴェイの作った曲 - Harvey's Tune (Harvey Brooks) - 2:10

### 2003年リマスターCDボーナス・トラック
1. アルバートのシャッフル（2002ノー・ホーンズ・リミックス） - Albert's Shuffle (2002 Remix w/o Horns) (A. Kooper, M. Bloomfield) - 6:58
2. 魔女の季節（2002ノー・ホーンズ・リミックス） - Season of the Witch (2002 Remix w/o Horns) (D. Leitch) - 11:07
3. ブルース・フォー・ナッシング - Blues for Nothing (A. Kooper) - 4:15
4. ファット・グレイ・クラウド（ライヴ） - Fat Grey Cloud (in concert at the Fillmore West) (A. Kooper, M. Bloomfield) - 4:37

## 他メディアでの使用例
「リアリー」は、1992年公開のアメリカ映画『スニーカーズ』のサウンドトラックで使用された。

## 参加ミュージシャン
- アル・クーパー - ボーカル、ピアノ、オルガン、オンディオライン、ギター、12弦ギター、ホーン・アレンジ
- マイク・ブルームフィールド - ギター(A1-5)
- スティーヴン・スティルス - ギター(B1-4)
- ハーヴェイ・ブルックス - ベース
- エディ・ホー - ドラムス
- バリー・ゴールドバーグ - エレクトリックピアノ(A1, A2)
- ジョー・スコット - ホーン・アレンジ